# Pniówek (Silésie)
Pour les articles homonymes, voir Pniówek.
Pniówek est une localité polonaise de la gmina de Pawłowice, située dans le powiat de Pszczyna en voïvodie de Silésie.